# Auguste Adib Pacha
Auguste Adib Pacha (ur. 1859, zm. 1936) – libański polityk, dwukrotnie był premierem Libanu (1926–1927 i 1930–1932).